# Roaring Rapids (Shanghai Disneyland)
Roaring Rapids (Mandarijn: 雷鸣山漂流) is een rapid river in het Chinese attractiepark Shanghai Disneyland, die geopend werd op 16 juni 2016. Het verhaal van de attractie betreft dat de bezoekers meegaan op een expeditietocht van de League of Adventurers naar voorwerpen rondom de fictieve legende van de Q'aráq.

## Rit
Het concept van de attractie bestaat uit het idee dat gasten meegaan op een expeditie van de League of Adventurers om achter de bron te komen van de grommende geluiden die uit de Roaring Mountain komen, een berg in het themagedeelte Adventure Isle. Volgens de legende van de Arbori, de fictieve bewoners van dit themagedeelte, zou in deze berg de Q'aráq huizen, een krokodilachtig monster.
Gasten betreden de wachtrij via een aantal ruïne-achtige rotsblokken, met daarop een spandoek met de naam van de attractie. De wachtrij loopt doorheen een basiskamp van onderzoekers van de League of Adventurers, met attributen variërend van een oud aggregaat tot een verzameling van tropische, gedroogde planten. Geïntrigeerd door de legende over de Q'aráq, hebben de avonturiers al enkele artefacten verzameld, maar om meer artefacten te verzamelen worden gasten uitgenodigd om mee te gaan op een expeditie naar het stroomopwaarts gelegen Field Camp Beta. Daartoe stappen gasten via een draaischijf in een raft en verlaten ze het instapstation, waarna ze vrijwel meteen een optakeling opgaan.
Bovenaan de optakeling wordt gesuggereerd dat een boomstronk de weg verspert, waardoor de raft een zijstroom inslaat. De raft glijdt dan een tunnel in, waarop de raft in het donker een eerst afdaling afgaat. Na deze afdaling is een animatronic te zien van de Q'aráq. Vervolgens vaart de raft de tunnel weer uit en komt hij na een draaikolk bij de tweede afdaling. Daarna vaart de raft langs enkele geothermische bronnen en geisers, om tot slot weer terug te komen in het station.

## Afbeeldingen

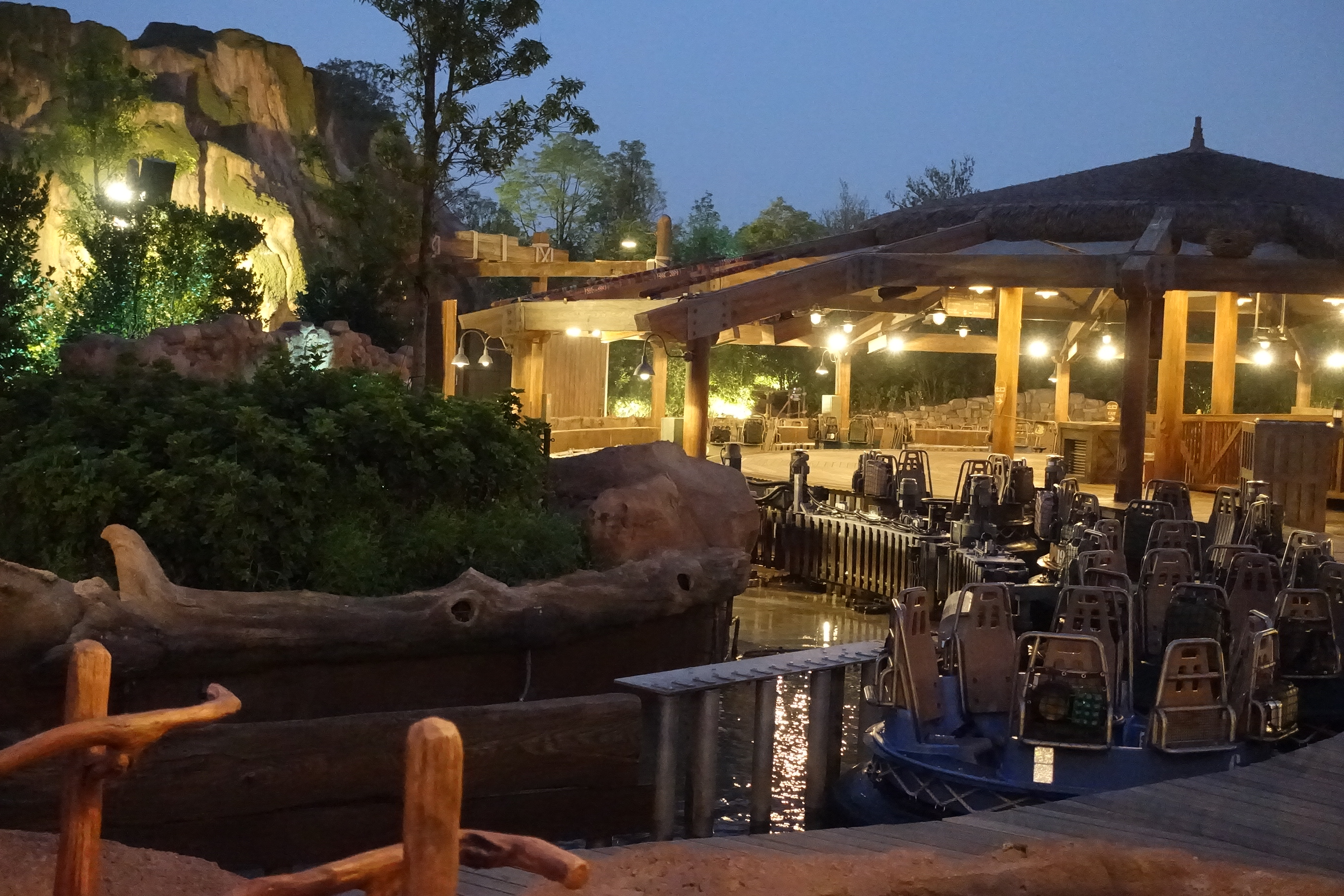
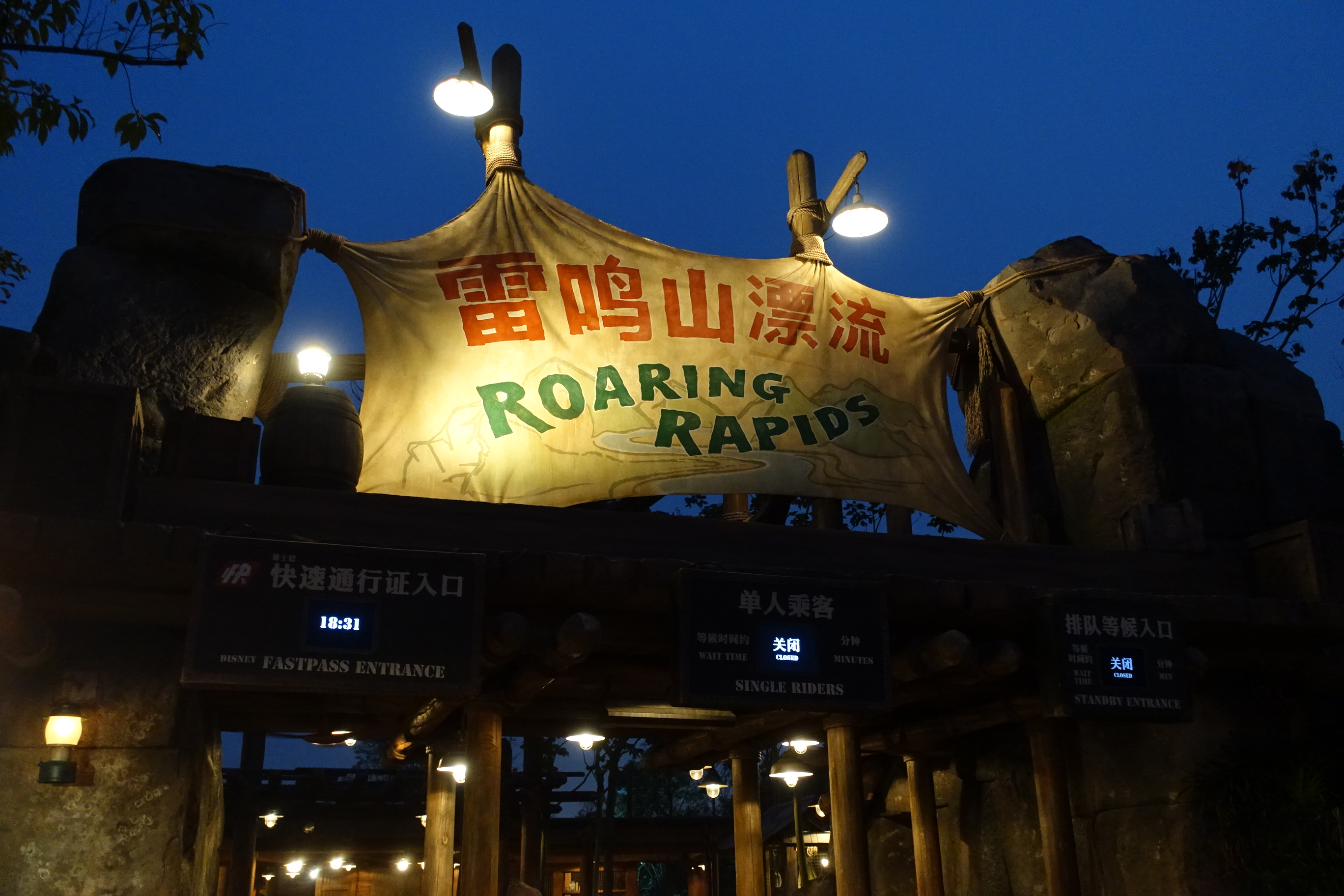
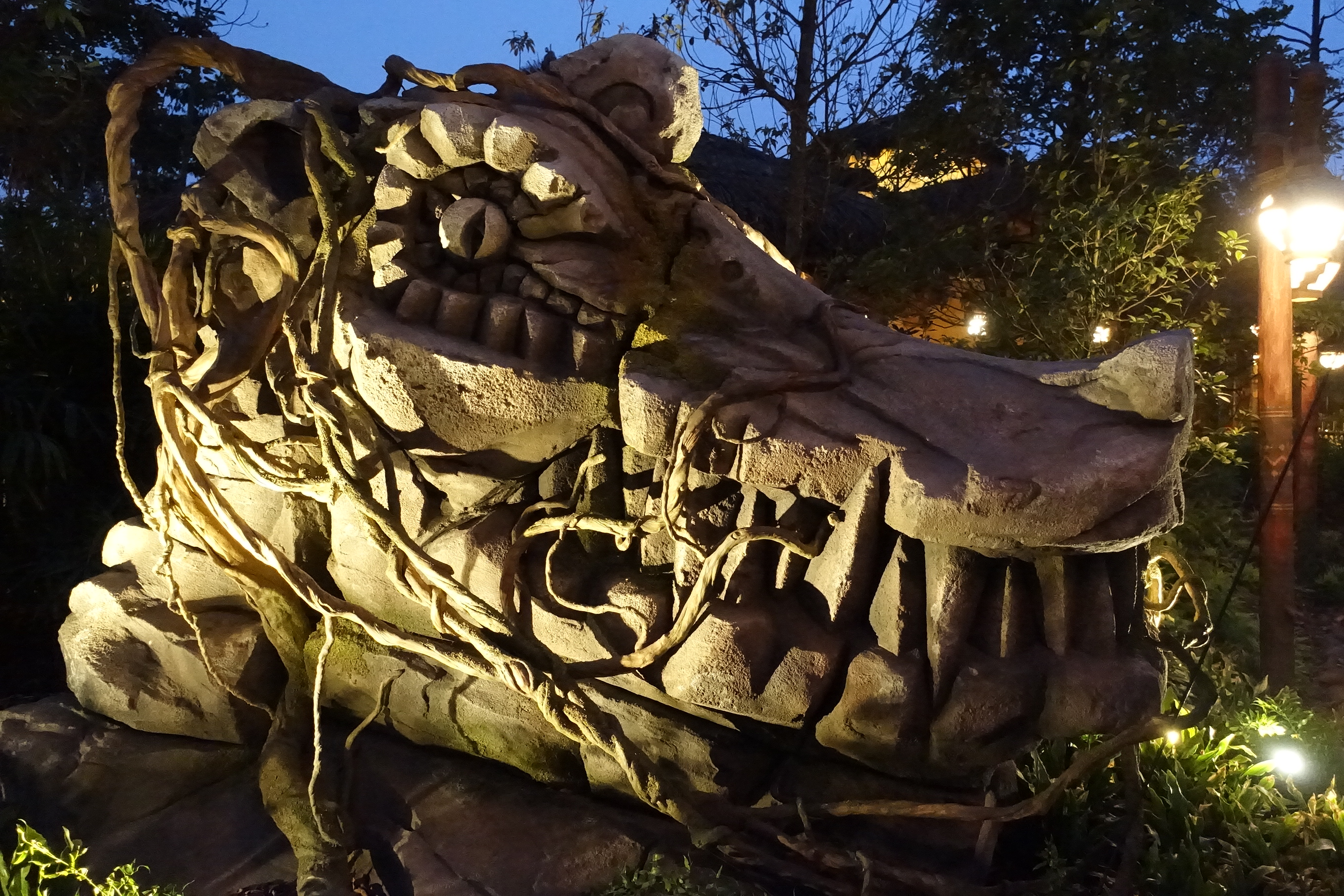
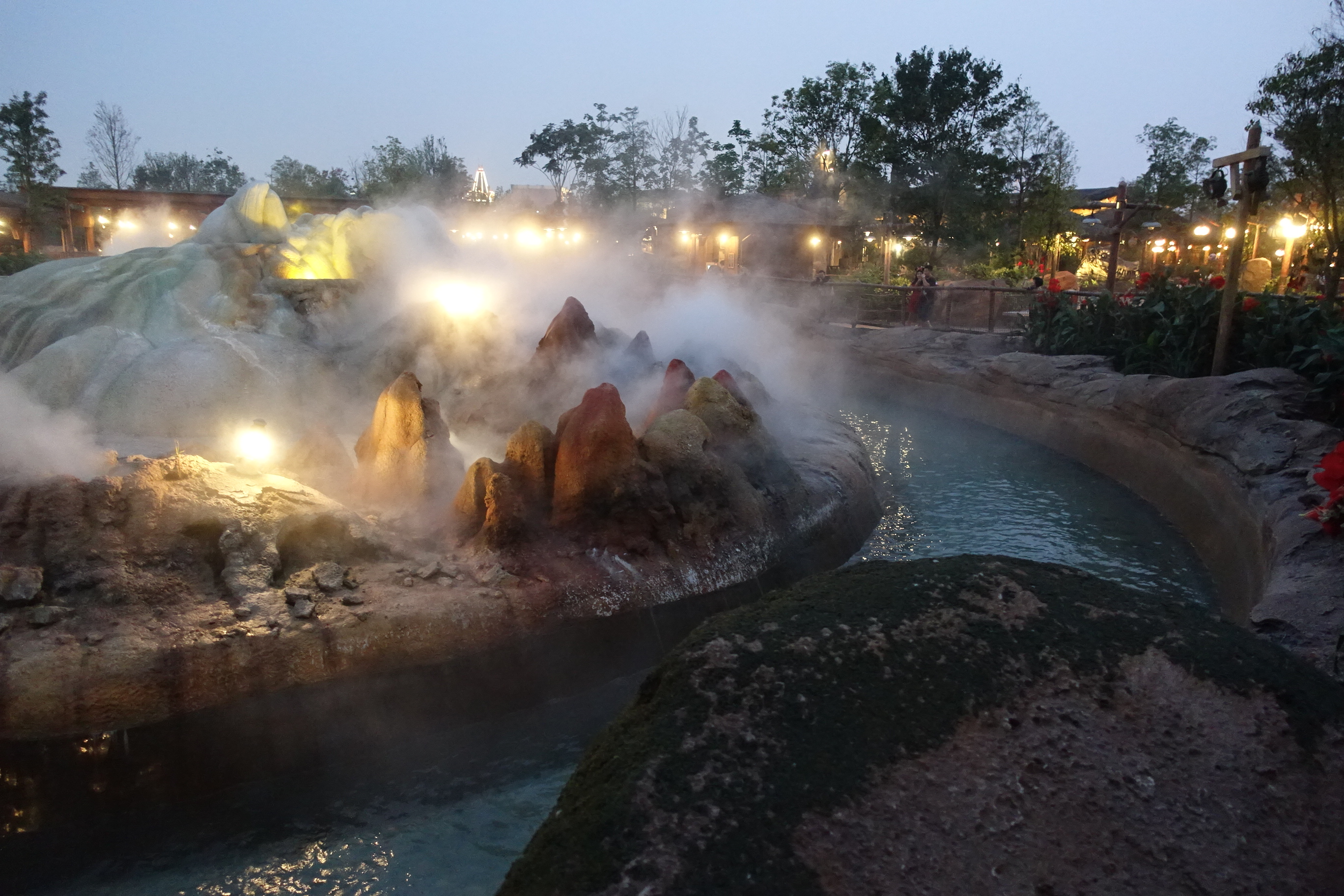
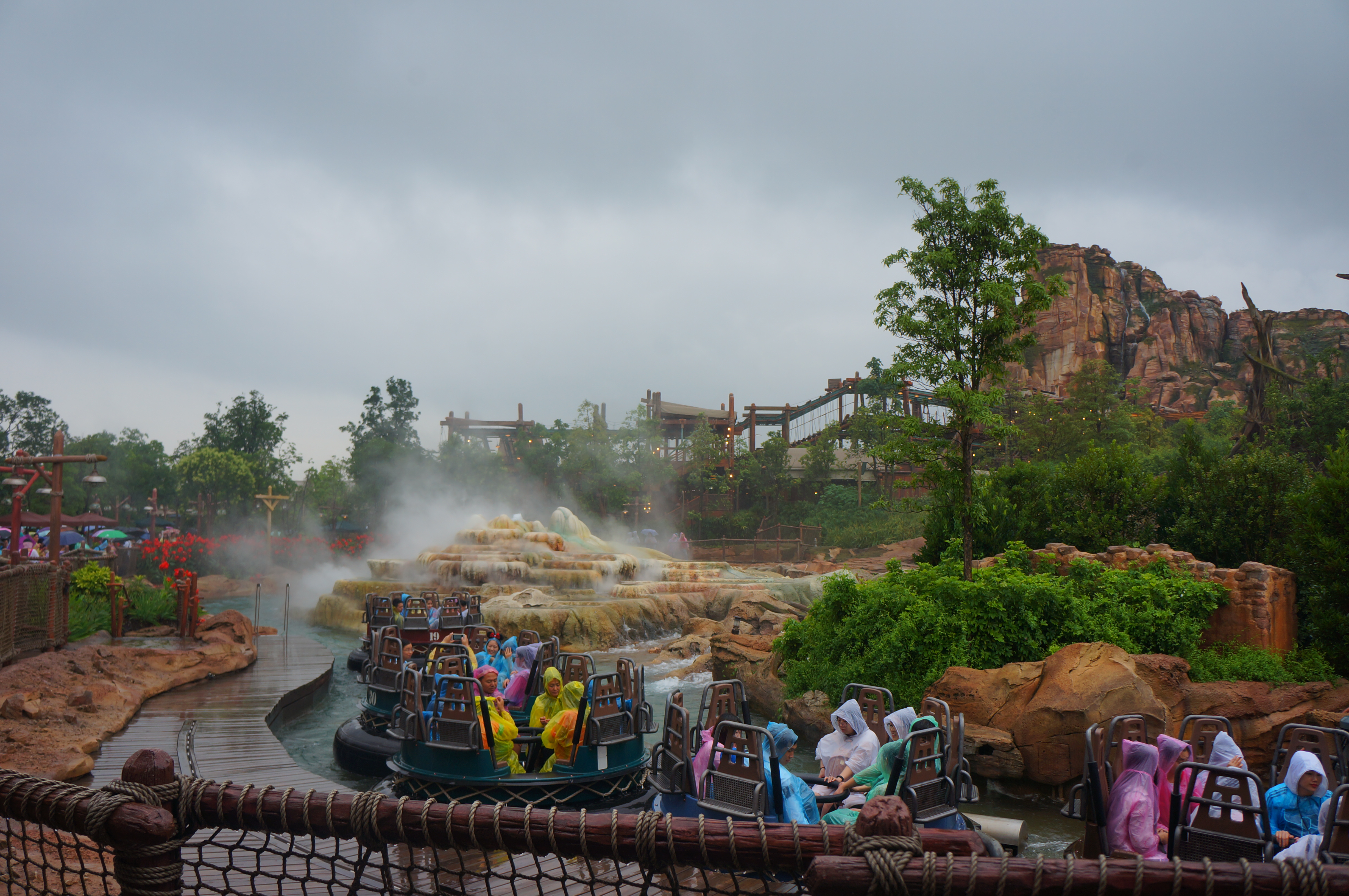

Shanghai Disney Resort · Lijst van attracties in Shanghai Disneyland